# Juwelenschmuck der Befreiung
| Tibetische Bezeichnung                                                      |
| --------------------------------------------------------------------------- |
| Tibetische Schrift: དམ་ཆོས་ཡིད་བཞིན་གྱི་ནོར་བུ་ཐར་པ་རིན་པོ་ཆེའི་རྒྱན                     |
| Wylie-Transliteration: dam chos yid bzhin nor bu thar pa rin po che'i rgyan |
| Chinesische Bezeichnung                                                     |
| Vereinfacht: 解脱道庄严论                                                   |
| Pinyin:Jietuo daozhuang yanlun                                              |

Der Juwelenschmuck der Befreiung (vollständiger Titel: Kostbares Ornament, genannt Juwelenschmuck der geistigen Befreiung, tib.: dam chos yid bzhin nor bu thar pa rin po che'i rgyan) ist ein Lamrim-Text zur stufenweisen Vervollkommnung des Pfades zur Erleuchtung. Der Autor ist Gampopa, Gründer der Kagyü-Schulen des tibetischen Buddhismus. Im Juwelenschmuck der Befreiung werden die grundlegenden Lehren der Kadampa- und die sogenannten Mahamudra-Lehren miteinander verschmolzen.

„Ich verbeuge mich vor dem edlen Manjushri. In Ehrerbietung vor dem Siegreichen, seinen Söhnen, ihren edlen Lehren und dem Wurzel-Lama schreibe ich, mich auf Milarepa und Atisha stützend, für sie und mich diesen Juwelenschmuck, der einem wunscherfüllenden Edelstein gleicht.“